# Westville (Flórida)
Westville é uma vila localizada no estado americano da Flórida, no condado de Holmes. Foi incorporada em 1970.

## Geografia
De acordo com o United States Census Bureau, a cidade tem uma área de 19,4 km², onde 18,7 km² estão cobertos por terra e 0,7 km² por água.

### Localidades na vizinhança
O diagrama seguinte representa as localidades num raio de 32 km ao redor de Westville.

## Demografia
Segundo o censo nacional de 2010, a sua população é de 289 habitantes e sua densidade populacional é de 15,4 hab/km². Possui 137 residências, que resulta em uma densidade de 7,3 residências/km².